# Ewanrigg
Ewanrigg – dzielnica w Maryport, w Anglii, w Kumbrii, w dystrykcie (unitary authority) Cumberland. Leży 41 km na południowy zachód od miasta Carlisle i 421 km na północny zachód od Londynu.